# Mignon (chokladägg)

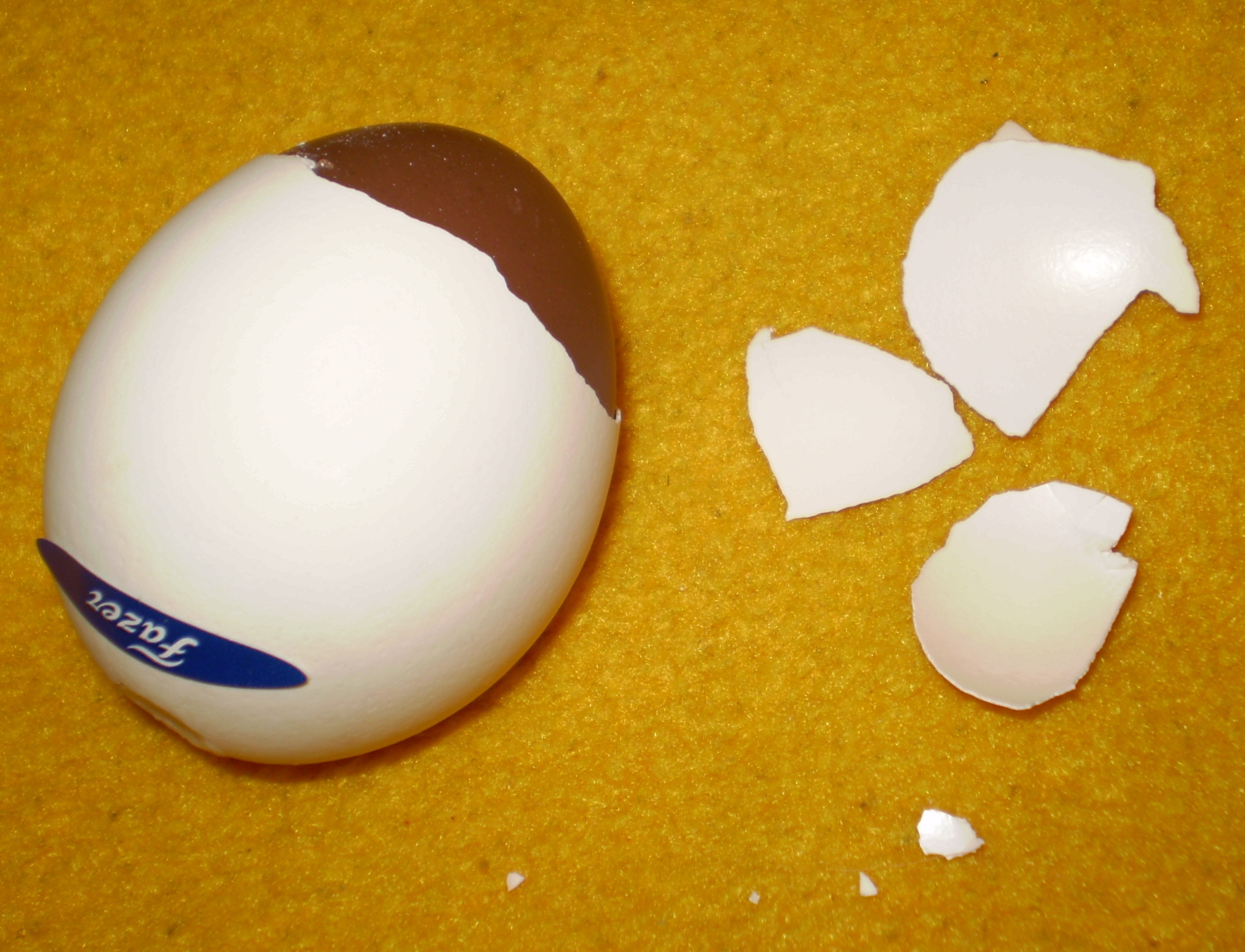
Ett delvis skalat Mignon-ägg.

Mignon är en i Finland populär påskkonfekt i form av riktiga äggskal fyllda med en nougat på hasselnöt och mandel, kakaosmör och kakaomassa. Konfekten har producerats av Fazer sedan 1896. Den är därmed den näst äldsta Fazer-produkten efter marmeladkonfekten Pihlaja. Karl Fazer, grundaren av företaget Fazer, fick idén till konfekten under en affärsresa i Tyskland. Mignon-äggen är handgjorda på Fazers chokladfabrik i Vanda. Ett Mignon-ägg väger 52 gram.
År 2016, då produkten hade 120-årsjubileum, tillverkades cirka 1,6 miljoner Mignon-ägg.

## Tillverkning
Tillverkningen av Mignon-ägg börjar med att de hönsägg som ska bestå med skalet till chockladäggen väljs ut. Dessa ägg måste ha rätt storlek och utseendet på skalet är också viktigt. Bara ägg från finska höns används. De utvalda äggen töms på sitt innehåll genom att ett litet hål borras i äggskalet, varefter äggets innehåll sugs ut med en särskild sugmetod. Efter rengöring, desinficering och torkning fylls äggskalen för hand med nougatfyllningen. När äggskalen är fyllda tillsluts öppningen med lite sockermassa. De färdiga Mignon-äggen placeras sedan i en kyltunnel för att fyllningen ska stelna. Konfekten förpackas sedan för hand i sina typiska konsumentkartonger, som påminner om riktiga äggkartonger.